# ستيفن إل. بورنس
ستيفن إل. بورنس (بالإنجليزية: Stephen L. Burns)‏‏ (1953 - ) روائي، وكاتب خيال علمي من الولايات المتحدة.